# إيمرسون أومانيا
إيمرسون ديفيد أومانيا كورليتو (بالإنجليزية: Emerson David Umaña Corleto)‏ (مواليد 12 نوفمبر 1981 في سان فيتشينتي) لاعب كرة قدم سلفادوري دولي يجيد اللعب في خط الوسط . يلعب حاليا لصالح نادي إزيدرو ميتابان السلفادوري منذ 2009 .

## روابط خارجية
- إيمرسون أومانيا على موقع الاتحاد الدولي (مؤرشف)  (الإنجليزية)
- إيمرسون أومانيا على موقع قاعدة بيانات كرة القدم.إي يو (الإنجليزية)
- إيمرسون أومانيا على موقع ناشيونال فوتبول تيمز (الإنجليزية)